# 陳薦
參數所指定的目標頁面不存在，建議更正成存在頁面或直接建立下列一個頁面（建立前請先搜尋是否有合適的存在頁面可以取代）：
- 陈荐 (北宋)

陳薦（1545年—1632年），字君庸，號楚石，湖廣永州府祁陽縣人，民籍，明朝政治人物。

## 生平
隆庆元年（1567年）丁卯科湖廣鄉試第三名舉人。隆慶五年（1571年）中式辛未科會試第十二名，三甲第十八名進士。通政司觀政，初授松江府推官，万历四年（1576年）考选，授陕西道试御史，五年养病，七年补浙江道监察御史，八年巡按应天，十年巡按陕西，时三秦荒旱，荐清赎锾，得四万馀金，疏请蠲赈，全活者甚衆。十二年二月升河南副使，分巡汝南道，驻地信阳州。十五年七月升江西左参政、分守南昌道，十七年升四川按察使，二十年升山西左布政使，同年十一月升都察院右佥都御史、巡抚云南。二十三年六月起补为南京都察院右佥都御史、提督操江，条陈七议：一禁官军改差、一议营基营房、一议改造战船、一议请给关防、一议选任捕职、一议核实功迹、一议江海要区，得旨如议行。二十六年十二月改任都察院左佥都御史、协理院事，三十年陈情乞归，丁憂。三十六年八月起升刑部右侍郎，屡疏乞休未允，自陈乞南，遂于三十七年八月改任南京刑部右侍郎。三十九年升右都御史兼户部右侍郎，总督漕运兼巡抚凤阳等处，四十三年因与道臣邓云霄相讦，屡疏引病乞归，前后得旨慰留者数次，其年十月三年满考，升为户部尚书兼都察院右副都御史，总督如旧。四十五年三月为给事中徐绍吉等纠拾，令致仕。
天啓元年七月起复任南京刑部尚书，二年二月改南京户部尚书，九月改任南京吏部尚书，未任而乞休。卒年八十八。

## 著作
著《古今衷辨》百馀卷。

## 家族
曾祖陳志榮；祖父陳憲；父陳良能，字汝懿，号德泉。母雷氏。具庆下。兄素、典、舉。弟選。
女陈氏，曾三聘妻，年十六归三聘，三聘卒，恸絶复苏，服除之明日，竟经旬不食，从容内寝而逝。